# Calligrapha verrucosa
Calligrapha verrucosa es una especie de escarabajo del género Calligrapha, familia Chrysomelidae. Fue descrita científicamente por Suffrian en 1858.
Esta especie se encuentra en América del Norte.